# Minnedosa (Manitoba)
Pour les articles homonymes, voir Minnedosa.
Minnedosa est une ville du sud-ouest du Manitoba, entourée par la municipalité rurale de Minto et par la municipalité rurale d'Odanah au sud. Sa population s'établit à 2 474 personnes en 2006. Située à 50 km au nord de Brandon, le nom de la municipalité signifie eau qui coule en langue dakota, probablement en raison de la rivière Little Saskatchewan qui la traverse.

## Personnalités
- Izzy Asper, magnat des médias et fondateur de Canwest

## Démographie
| 2001  | 2006  | 2011  | 2016  |
| ----- | ----- | ----- | ----- |
| 2 426 | 2 474 | 2 587 | 2 449 |

## Référence
- (en) Cet article est partiellement ou en totalité issu de l’article de Wikipédia en anglais intitulé « Minnedosa, Manitoba » (voir la liste des auteurs).

1. ↑  « Statistique Canada - Profils des communautés de 2006 -    Minnedosa » (consulté le 6 juin 2020)
2. ↑  « Statistique Canada - Profils des communautés de 2016 -   Minnedosa » (consulté le 3 juin 2020)